# Piolho
A Ordem Phthiraptera (do grego phthirus=achatado; a=sem; ptera=asas), estabelecida por Haeckel em 1896, é constituída por insetos pequenos, com  aproximadamente de 0,5 a 8 mm de  comprimento, popularmente conhecidos como piolhos. São ectoparasitas obrigatórios de aves e mamíferos, inclusive marinhos, como focas e leões marinhos, com alta especificidade parasitária:  a maioria das espécies ocorre apenas em uma única espécie de hospedeiro. Há cerca de 5000 espécies no mundo, sendo que apenas 20 ou 30 apresentam importância econômica relevante. São distribuídos em quatro subordens: Amblycera, Ischnocera, Rhyncophthirina e Anoplura.
Os piolhos possuem corpo achatado dorsoventralmente,  pernas robustas e garras que agarram firmemente os pelos, cabelos ou penas, são desprovidos de ocelos e asas (são secundariamente ápteros) e a coloração do corpo varia de bege claro a cinza escuro, mas eles podem ficar mais escuros  após se alimentarem. Os olhos, rudimentares, e palpos maxilares podem estar presentes ou ausentes  e as antenas têm de três a cinco artículos dependendo das subordens.São apterigotos, dióicos e hemimetábolos, o que significa que do ovo eclode uma ninfa, fase juvenil muito semelhante ao adulto que passará por mudas antes de chegar à fase adulta.
Os piolhos são muito dependentes da temperatura e umidade próximas da pele hospedeira, sendo às vezes restritos a parasitar determinadas regiões do corpo. Tanto os piolhos das aves, quanto dos mamíferos não vivem muito tempo fora do corpo do seu hospedeiro ou após a morte desse, já que o calor do corpo do animal parasitado é indispensável à sua sobrevivência, o que dificulta seu cultivo in vitro.
Eles podem ser exclusivamente hematófagos, como os anopluros, ou se alimentarem de penas, descamações, secreções, sangue exposto no hospedeiro (machucados por exemplo), outros artópodes, como, ácaros, ou suas próprias exúvias.
Os piolhos de humanos, do gênero Pediculus, conhecidos no Brasil como muquirana, mucana, piolho da cabeça e do corpo, e do gênero Phthirus, chato ou piolho-caranguejo, são da subordem Anoplura. São cosmopolitas, ou seja, estão presentes em todos os continentes, e são importantes vetores de doenças como o tifo, febre recorrente e febre da trincheira. Há cerca de 900 espécies deste inseto no Brasil.
Os piolhos mastigadores, pertencentes às outras três subordens, são pragas importantes de animais domésticos e de interesse econômico, especialmente aves, cachorros, gado, cavalos e porcos, causando irritação, inquietação e feridas na pele, o que leva a comportamentos de má alimentação, diminuindo o ganho de peso e produção de leite e ovos. O controle dos piolhos é feito pelo uso de pesticidas.

## Morfologia
Os piolhos variam de 0,3 a 8 milímetros de comprimento, têm corpo esclerosado, achatado dorsoventralmente, cobertos de cerdas voltadas para trás, com coloração do corpo variando de bege claro a cinza escuro, podendo ficar mais escuros  após se alimentarem.
Não têm asas e os segmentos torácicos são totalmente fundidos. A cutícula é, em sua maioria, membranosa e expansível, permitindo distensão. órgãos sensoriais ficam nas antenas e os olhos, quando presentes, são rudimentares e localizam-se atrás das antenas. Geralmente não possuem olhos compostos, quando possuem são formados por 1 a 2 omatídeos, também não apresenta ocelos e cercos.
As antenas são curtas, com 5 ou menos artículos, e podem ser expostas ou escondidas em sulcos abaixo da cabeça. Possuem um par de espiráculos dorsais, aberturas do sistema de tubos de alguns invertebrados que permite que o ar chegue nos tecidos para a realização da respiração, e 6 ou menos pares abdominais.
 Pode haver dimorfismo sexual: pode-se diferenciar a fêmea do macho pelo tamanho, já que geralmente a fêmea é maior, ou analisando a extremidade posterior do abdômen, pois enquanto nas fêmeas é bifurcada sem ovipositor, nos machos é arredondada.
 Piolhos das subordens Amblycera, Ischnocera, Rhyncophthirin têm a cabeça mais larga que o tórax, onde encontra-se o aparelho bucal do tipo mastigador, constituído de um par de mandíbulas adaptadas à mastigação de descamação de pele, pena e pelos, além de crostas de sangue, o tórax possui um par de espiráculos, as pernas são geralmente curtas e robustas. Quando não possuem garras tarsais ou apenas uma, infestam mamíferos terrestres e quando possuem duas, infestam mamíferos aquáticos e aves. O Abdômen possui 11 segmentos, que podem estar fundidos ou reduzidos, dificultando sua visualização.
Amblycera: possuem antena com 4 artículos e  têm palpo maxilar. Eles apresentam cabeça grande e arredondada, na qual os olhos têm tamanho reduzido ou estão ausentes.
Ischnocera:  Possuem antenas cilíndricas, bem visíveis, com 3 ou 5 artículos e não possuem palpo maxilar, diferentemente de Amblycera. Algumas espécies são  sexualmente dimórficas.
Rhyncophthirina: Possuem cabeça muito pigmentada e duas vezes mais longa que larga, a mandíbula tem margem denteada. Não há palpo maxilar e as antenas têm 5 artículos. As pernas são longas, com grau crescente de comprimento do 1 ao 3 par, o pré tarso tem 2 garras e o abdômen 6 pares de espiráculos.
Anopluros: Têm o tórax com segmentos fundidos mais largo que a cabeça e medem em média 2,5 mm de comprimento, possuem antenas curtas com 3 a 5 artículos, os olhos são compostos e reduzidos, com 1 omatídio, ou ausentes. As pernas apresentam apenas um segmento tarsal e uma única garra, que permite a fixação nos pelos do hospedeiro. Quando a garra é retraída, ela faz contato com um processo semelhante a um dedão na tíbia, permitindo que o piolho se mantenha firmemente agarrado. Há um par de espiráculos (mesotorácicos) no tórax e seis pares (segmentos 3 a 8) no abdome, que apresenta nove segmentos no total. As genitálias externas são bem desenvolvidas em ambos os sexos.
As peças bucais de um piolho sugador consiste em três estiletes perfuradores, normalmente recolhidos dentro de uma bolsa ventral na cabeça, sem palpos. Quando o piolho se alimenta, os estiletes saem através  de um rostro na parte anterior da cabeça; o rostro possui minúsculos ganchos, com os quais se prende ao hospedeiro enquanto suga. Trata-se de um aparato picador-sugador, virado para trás (hipognata).

## Saúde e Controle
A infestação de piolhos, também conhecida como pediculose, pode acontecer no cabelo e corpo, causada por P. humanus spp. Nas regiões genital e anal a infestação chama-se fitirose, fitiríase ou pitiríase, sendo causada por P. pubis. É um fenômeno comum em todo o mundo, podendo atingir pessoas de qualquer idade, sendo que em todos os casos a transmissão é por contato direto. Devido ao grande tempo de exposição e contato entre si, crianças pequenas são infestadas mais comumente e com maior intensidade. Apesar de originalmente, o termo  pediculose se referir especificamente à infestação por piolhos do Gênero Pediculus em humanos, pode ser utilizado para infestações maciças de outros gêneros e em outros animais.
Nos seres humanos é possível encontrar dois gêneros de piolhos, o  Phthirus e o Pediculus. Dentro do Gênero Phthirus, a espécie que parasita os seres humanos é Phthirus pubis, conhecidos como chatos. No gênero Pediculus há uma discussão para definir a existência de duas espécies diferentes, P. corporis e P. capitis, ou duas subespécies, Pediculus humanus humanus, conhecido como piolho do corpo, e Pediculus humanus capitis, piolho da cabeça. Aqui trataremos como duas subespécies.
Os piolhos de humanos são transmitidos de uma pessoa para outra principalmente pelo contato direto e uso compartilhado de pentes, escovas de cabelo e gorros, roupas pessoais ou de cama e, durante a noite, podem migrar de um monte de roupa para outro, pois frequentemente ficam nas roupas depois que estas são retiradas.
Em guerras e catástrofes naturais, quando as condições de higiene se tornam mais precárias, os piolhos multiplicam-se rapidamente e atuam na transmissão de vários agentes etiológicos, agravando ainda mais a situação de miséria. Durante a Segunda Guerra Mundial não haviam todos os métodos de controle e combate aos piolhos que existem hoje, sendo muito utilizado DDT nos os soldados e civis antigamente. Houve no outono de 1943, em Nápoles, Itália, o polvilhamento de milhares de pessoas com DDT para o controle de uma epidemia de tifo.
A infestação entre animais não humanos ocorre por contato direto entre um indivíduo infectado e um sadio, sendo que alguns piolhos mastigadores podem ser transportados por meio de outros ectoparasitas como moscas Hippoboscidae e pulgas de roedores silvestres. Algumas espécies de piolhos, ainda podem ser hospedeiros intermediários do cestódio Dipylidium caninum, que infesta cães e gatos. Haematopinus suis, piolho do porco, atua como vetor de transmissão da febre suína.

### Diagnostico
O diagnóstico de pediculose se dá pelo encontro de lêndeas, nome popular para os ovos do piolho, que ficam grudadas ao fio de cabelo, ou de piolhos jovens e adultos vivos. Geralmente esse diagnóstico é feito por exame visual direto, mas com o uso de um pente fino é possível encontrar a lêndea, ninfas e o piolho adulto com maior facilidade, pois é feito um arraste, impedindo que eles se escondam entre os fios de cabelo.

### Sintomas
A pediculose pode causar desde coceira e pequenas reações alérgicas até a transmissão de doenças graves como tifo (Rickettsia prowazekii), febre recorrente (Borrelia recurrentis) e febre da trincheira (Rickettsia quintana), endocardite e angiomatose bacilar. Também podem surgir pontos avermelhados no corpo como picadas de mosquito.
Os piolhos sugadores tornam-se infectados quando picam um ser humano doente de tifo, mas a infecção de uma nova pessoa não ocorre pela picada, e sim pela entrada de fezes do animal no corpo quando a pessoa, ao coçar a pele, faz uma ferida e impele as fezes ou o próprio piolho. No caso da febre recorrente, a transmissão também ocorre quando o piolhos esmagado é impelido para dentro de uma feriada quando a pessoa se coça, não ocorre transmissão nem por fezes, nem por picada. Em casos severos de infestações, a pele pode tornar-se espessa e seca ou tornar-se mais pigmentada, configurando um caso de melanodermia pediculosa.
Além dos sintomas físicos causados pelos piolhos, uma criança infectada também pode apresentar falta de atenção devido à coceira e sofrer preconceito por outras crianças ou responsáveis.

### Tratamento da infestação

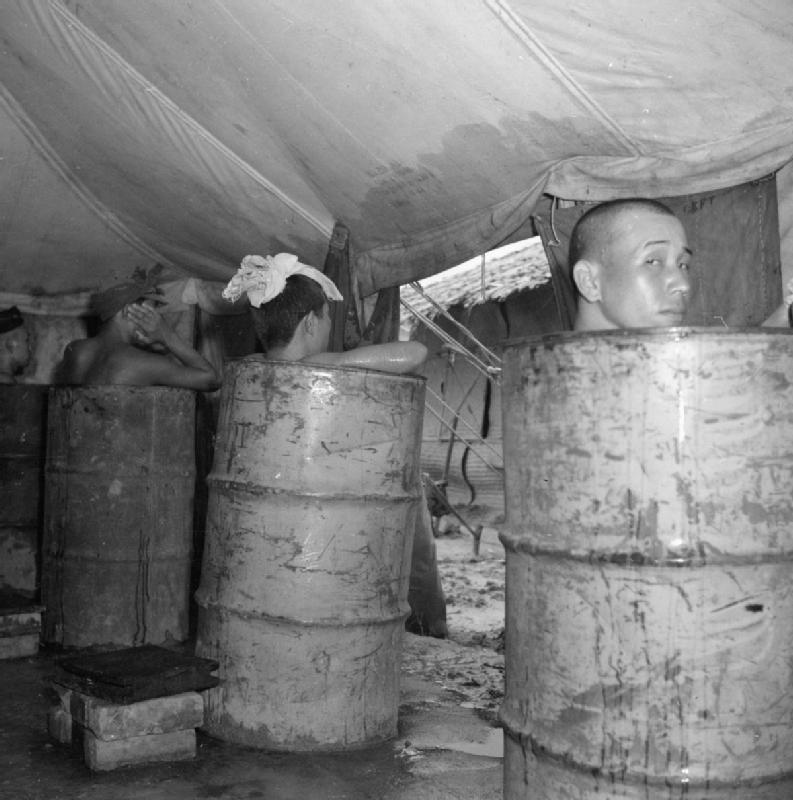
Prisioneiros de guerra japoneses voltam sob a Operação Nipoff, tomam banho desinfetante para matar piolhos e outras doenças que transportam parasitas antes de embarcar em um navio.

No caso de piolho no corpo, banhos frequentes e a troca e lavagem das vestimentas e roupa de cama costuma ser o suficiente.
O tratamento com remédios inseticidas só deve ser feito após o devido diagnóstico com o objetivo de evitar que alguém não infestado seja exposto a estes remédios, já que alguns deles podem ser danosos para a pessoa se não aplicados corretamente. Além disso, o uso sem necessidade ou incorreto destes remédios inseticidas está contribuindo para o surgimento de variedades resistentes de piolhos. Estas substâncias devem ser usadas junto com outras formas de tratamento, como o uso de pente fino manualmente para retirar piolhos vivos ou mortos. Devem ser feitas lavagem dos cabelos com shampoos e aplicação de loções específicos para pediculose. Em alguns casos pode ser necessária a medicação oral, prescrita por médico dermatologista.
A imersão do cabelo em água para afogar o inseto não é eficaz, mesmo se feita por longos períodos. Diversas substâncias são usadas popularmente para o combate da infestação em tentativas de sufocar o piolho como: azeite, maionese, óleos, vinagre e álcool, mas estas técnicas matam poucos piolhos adultos e quase não afetam os ovos, por outro lado podem lubrificar o cabelo e ajudar na retirada das lêndeas com o pente fino.
A aplicação de ar quente no couro cabeludo através de diversos métodos também é eficaz no combate à infestação. O piolho e os ovos ressecam e morrem após aplicações por 30 minutos de ar quente, sendo essa uma forma de tratamento segura.
É importante que todos que convivam com a pessoa acometida pela pediculose sejam examinados e se necessário tratados, para evitar a reinfestação. Apesar de ser uma ideia muito disseminada popularmente, o corte dos cabelos não é necessário.

### Profilaxia
Para prevenir a pediculose, o ideal é evitar o compartilhamento de roupas, pentes, toalhas, acessórios de cabelo e outros objetos de uso pessoal, bem como evitar o contato direto com pessoas infectadas pelo parasita.
Recomenda-se que as pessoas sejam sempre examinadas e que passem o pente fino para evitar que a infestação se propague; as que usam cabelos compridos devem prendê-los para ir à escola. É fundamental que a escola seja comunicada sempre que alguma criança apresentar o problema. Dessa forma, todos podem ser tratados ao mesmo tempo e o ciclo de recontaminação será interrompido.

## Ciclo de Vida

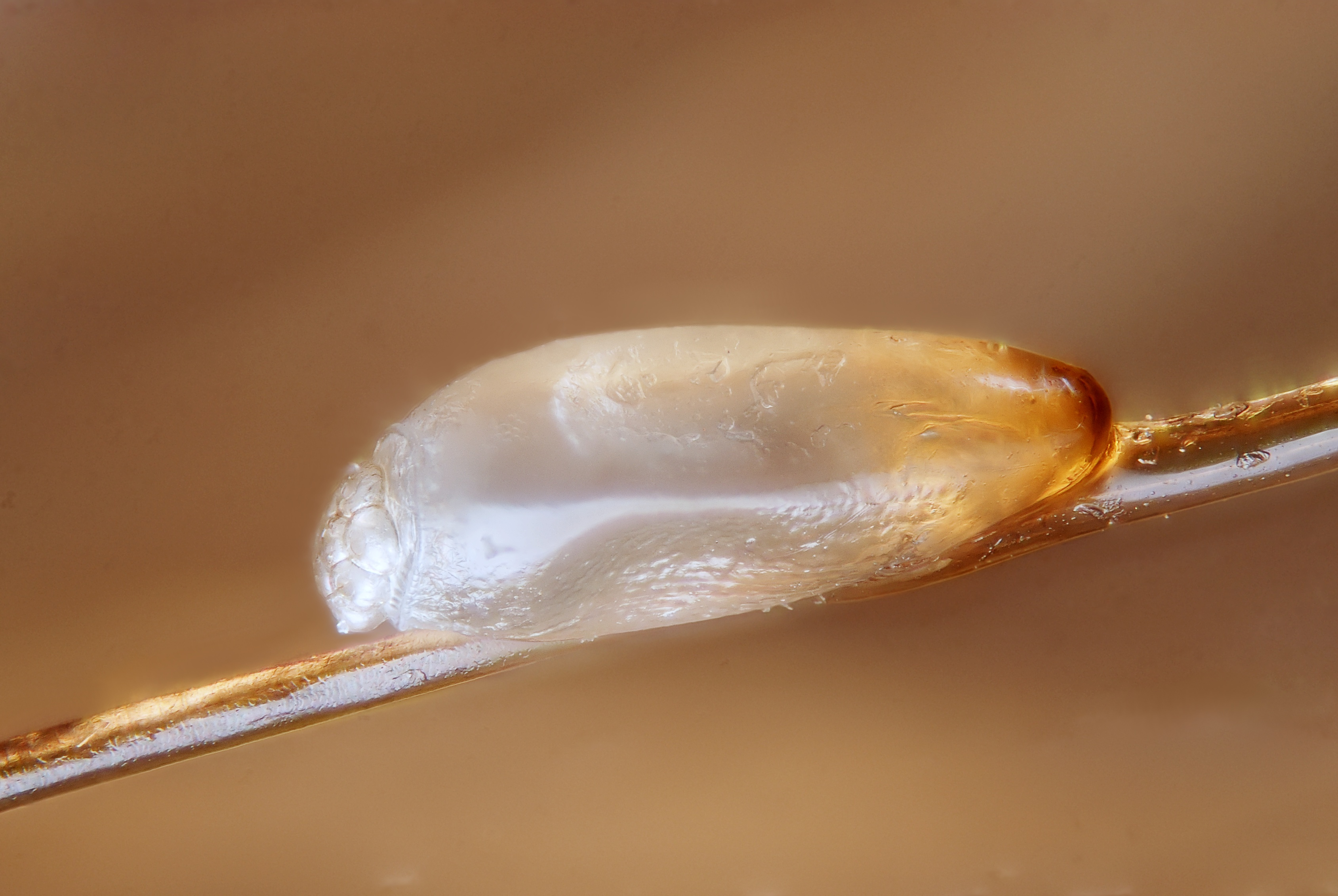
Ovo de Pediculus humanus em fio de cabelo

Seu ciclo é autoxênico (ou seja, todas as suas formas de desenvolvimento, desde o ovo até o adulto são encontradas em apenas um hospedeiro), fora do corpo hospedeiro os piolhos não sobrevivem por muito tempo. O ciclo de vida tem início com a ovipostura, as ninfas que eclodem passam por processo de metamorfose simples com 3 mudas até tornarem-se adultos, sendo que a maturidade sexual nos adultos ocorre em 4 horas e  a ovipostura começando de 24 a 36 horas após a fecundação. As fêmeas, num geral põe de  20 a 200 ovos operculados. O ciclo completo de vida dá-se em cerca de um mês.

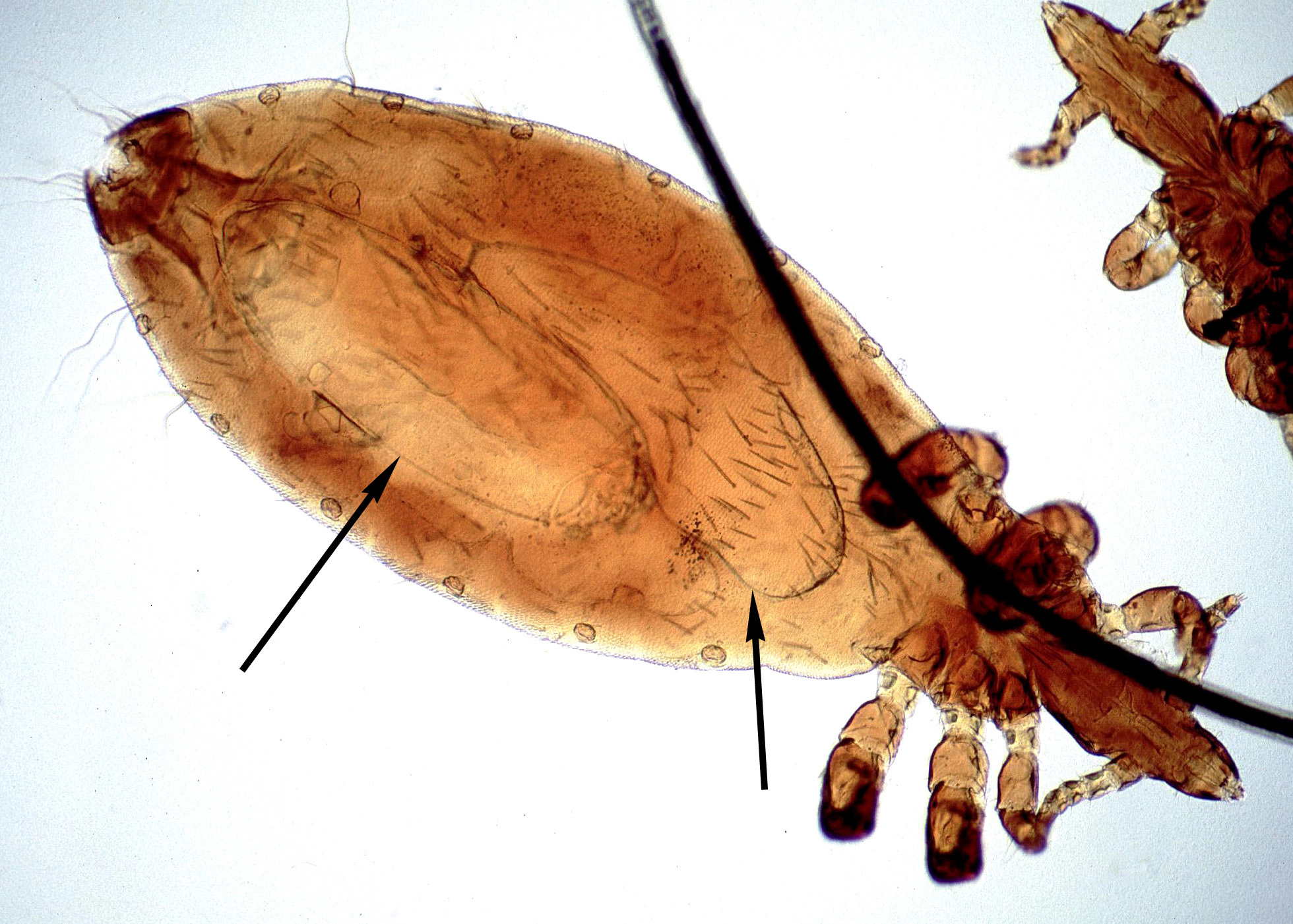
Piolho Linognathus com grandes ovos em desenvolvimento (indicado por setas).

 Os ovos, conhecidos como lêndeas são esbranquiçados, visíveis a olho nu, e ficam aderidos aos pelos ou penas do hospedeiro através de uma substância adesiva secretada pelas glândulas coletéricas (ou acessórias) da fêmea. Apenas Pediculus humanus adere seus ovos às fibras das roupas, passando para a pele do hospedeiro após a eclosão. As ninfas diferem do adulto apenas pelo tamanho, proporção entre as partes do corpo, grau de esclerotisação e desenvolvimento do aparelho reprodutivo. As ninfas sofrem três mudas de dois em dois dias antes de tornarem-se adultas.

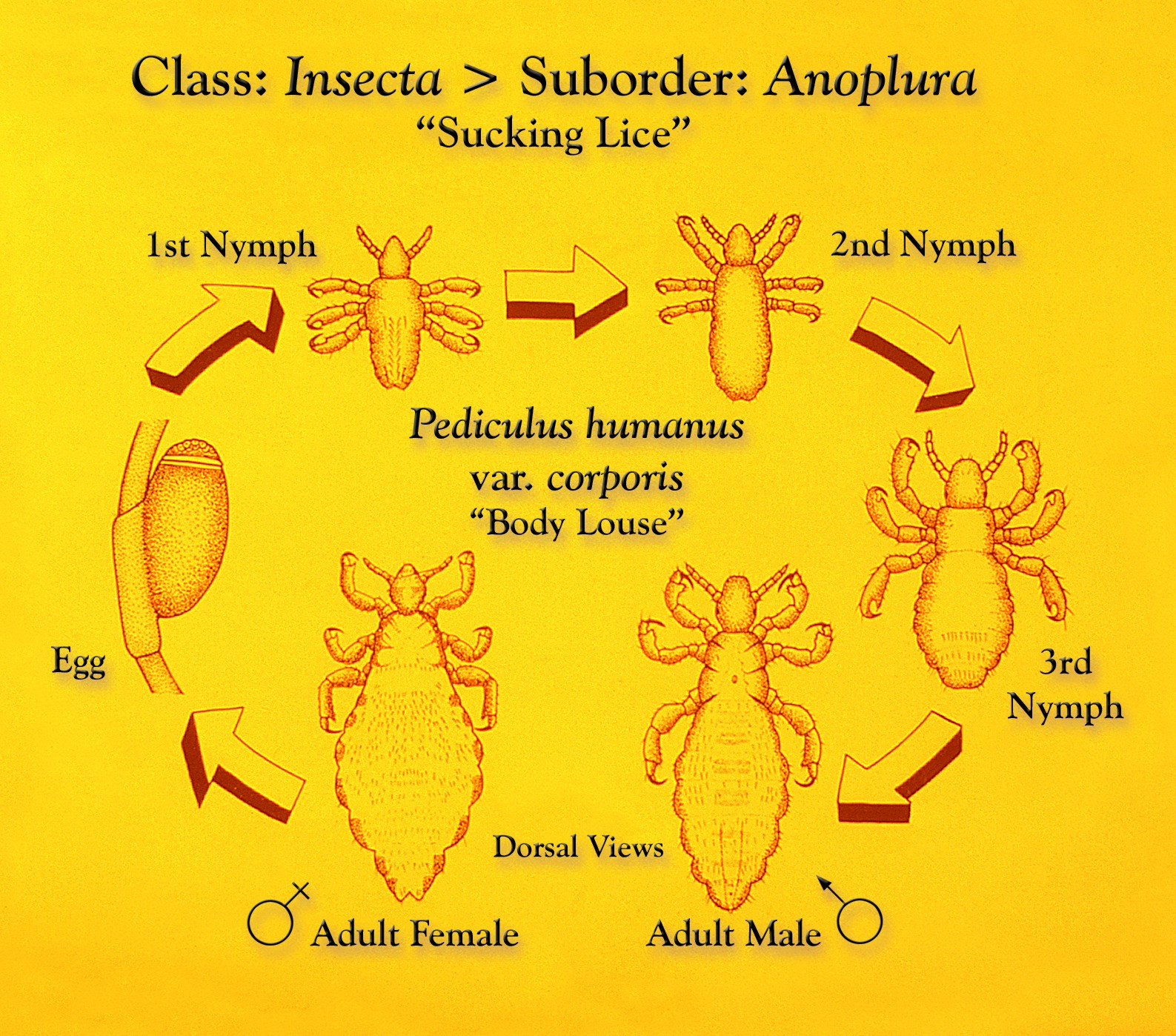
Esquema de ciclo de vida de um piolho sugador P. humanus spp.(1-ovo, 2-primeira ninfa, 3-segunda ninfa, 4-terceira ninfa, 5-adulto)

Nos piolhos humanos  o tempo de vida é de, aproximadamente, 14 a 28 dias e nos de animais domésticos de 20 a 40 dias, sendo que em  P. humanus spp. a oviposição média é de 10 ovos por dia durante um período de até 25 dias.

## Sistema Digestivo e Hábitos Alimentares
Amblíceros, ischnóceros e rincofitírinos, os “mastigadores”, alimentam-se de células em descamação da pele dos mamíferos, pelos ou produtos retirados das penas das aves, com algumas espécies eventualmente ingerindo sangue de algum machucado no corpo do hospedeiro. Diferentemente dos piolhos de mamíferos, os piolhos de aves podem digerir queratina, de forma que se alimentam de penas e plumas também. Enquanto Amblycera, por exemplo, pode alimentar-se de penas, secreções oculares, sangue de machucados no corpo hospedeiro, fungos, ácaros de penas, outros piolhos, exúvias ninfais e cascas de ovos, Ischnocera alimenta-se de penas e fragmentos de pele, mas não de pelos.

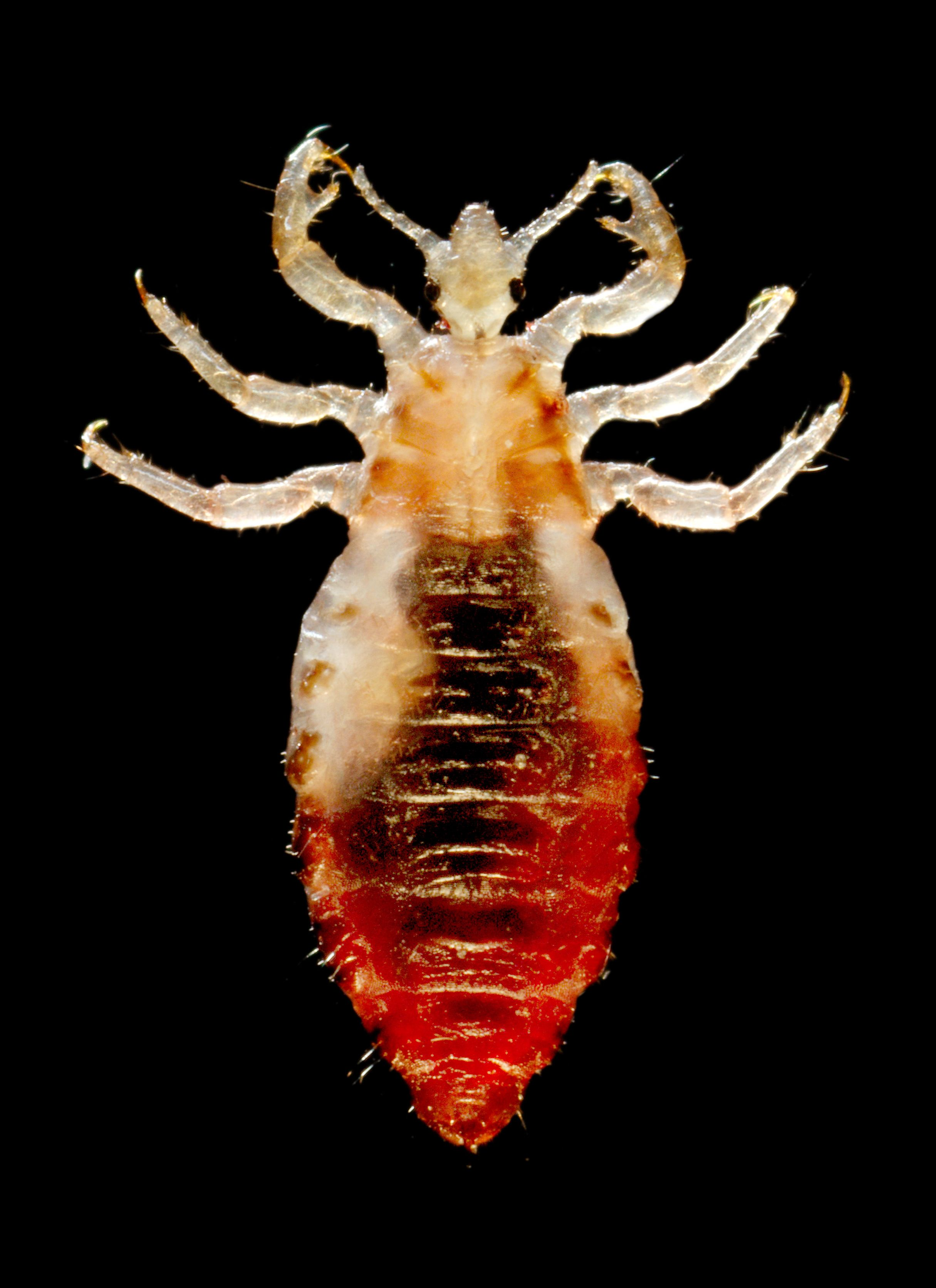
Vista dorsal de um macho de Pediculus humanus var. corporis, notar as cerdas sensoriais, garras, divisões das antenas, comprimento e largura das 6 pernas. O abdome está cheio de sangue ingerido. Foto de 2006.

Tanto as ninfas quanto os adultos anopluros são hematófagos, ou seja alimentam-se de sangue, sugando diretamente dos capilares hospedeiros com seus aparelhos bucais chamados sugador-pungitivo. Eles sugam sangue duas vezes a cada 24 horas, com a picada levando de 3 a 10 minutos. As peças bucais de um piolho sugador consistem em três estiletes perfuradores, normalmente recolhidos dentro de um saco na cabeça. Quando o piolho se alimenta, os estiletes saem através de um rostro na parte anterior da cabeça, o qual possui minúsculos ganchos, com os quais se prende ao hospedeiro enquanto suga.
O sistema digestivo é formado, basicamente, por um tubo digestivo sem anexos (cecos gástricos), assim como em outros insetos, pode ser dividido em intestino anterior, revestido por epitélio pavimentoso simples e, apicalmente, por uma cutícula, médio, constituído por epitélio simples com microvilosidades apicais, e posterior, tecido simples revestido por cutícula. Análise bioquímica de homogenados de tubos digestivos de H. suis indicaram a presença de tripsina, cisteína proteinase, aminopeptidase, alfa-glicosidase e quimiotripsina.
-Saliva
Insetos hematófagos, em geral, possuem propriedades na saliva que facilitam a alimentação. Ao injetar a saliva no corpo do hospedeiro, os processos fisiológicos dos animais parasitados que dificultariam a alimentação são debilitados. Por exemplo, a resposta fisiológica de um vertebrado a uma lesão no tecido vascular é a de coagulação sanguínea, agregação de plaquetas e a constrição vascular, porém, a saliva dos artrópodes hematófagos possui propriedades anticoagulantes, vasodilatadoras e antiplaquetárias, possibilitando a alimentação.
Em H. suis, um piolho hematófago de porcos, não foram encontrados hemácias ou lecócitos integros na luz intestinal, devendo haver enzimas em sua saliva, que promovam a lise das células, uma digestão extraintestinal, como acontece em outros insetos, por exemplo larvas de formigas. Apesar de estudos, não foram detectadas enzimas na saliva de insetos sugadores de sangue, como os carrapatos.
-simbiose com microorganismos
Os piolhos desenvolveram simbiose com outros microrganismos, eucariotos e procariotos, que auxiliam na sua digestão. Alguns exemplos são: α-proteobacteria, γ-proteobacteria e flavobacterias. As bactérias em Anoplura ficam abrigadas em uma célula do intestino médio do inseto chamada de micetócito, que ocorre também em cupins e baratas. Nas fêmeas de H. suis foram identificados micetócitos também nos ovários, indicando uma possível transmissão transovariana dos microrganismos simbiontes de geração para geração.

## Classificação, Filogenia e Evolução

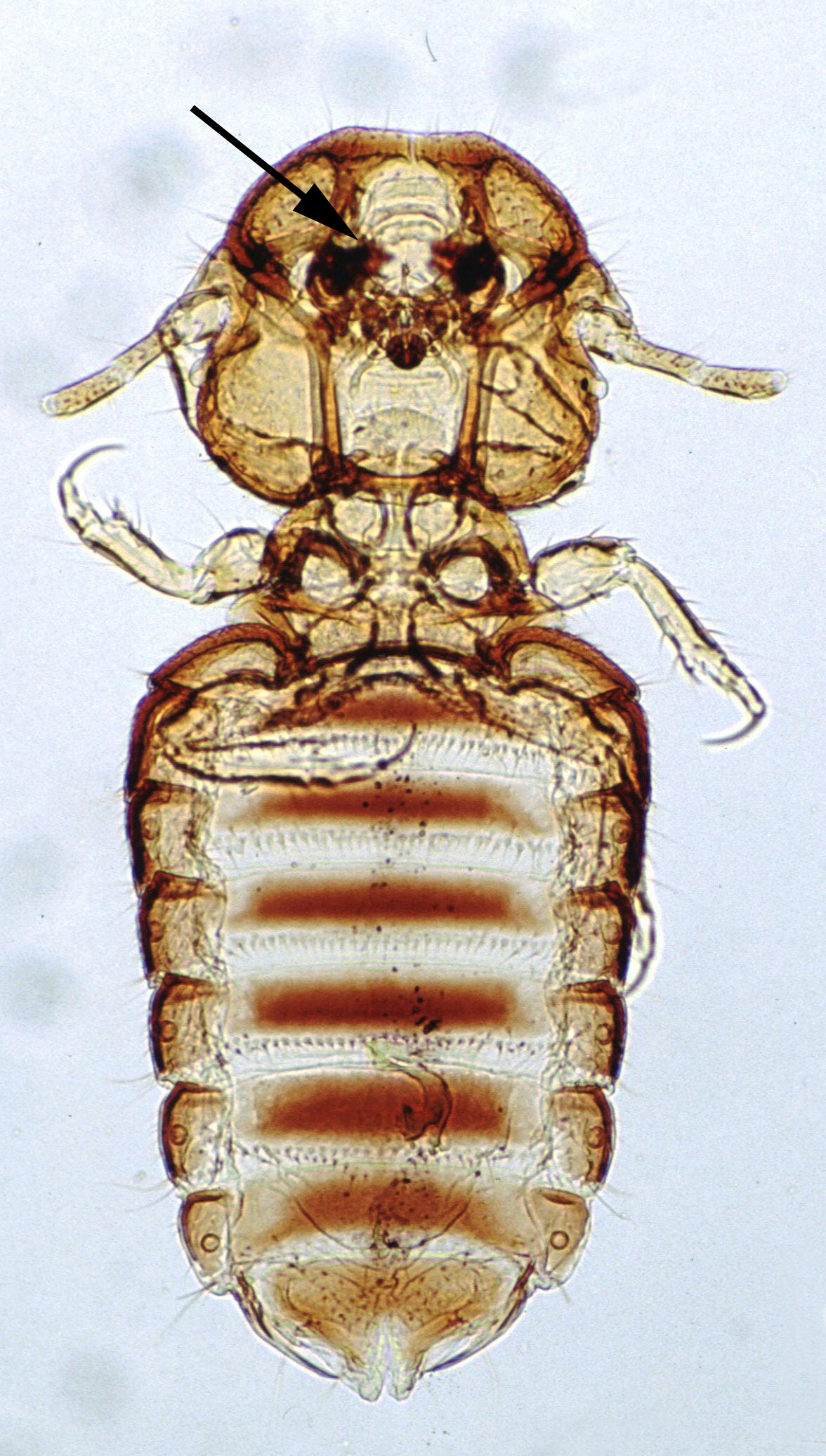
Piolho mastigador bovícola, notar peças bucais.

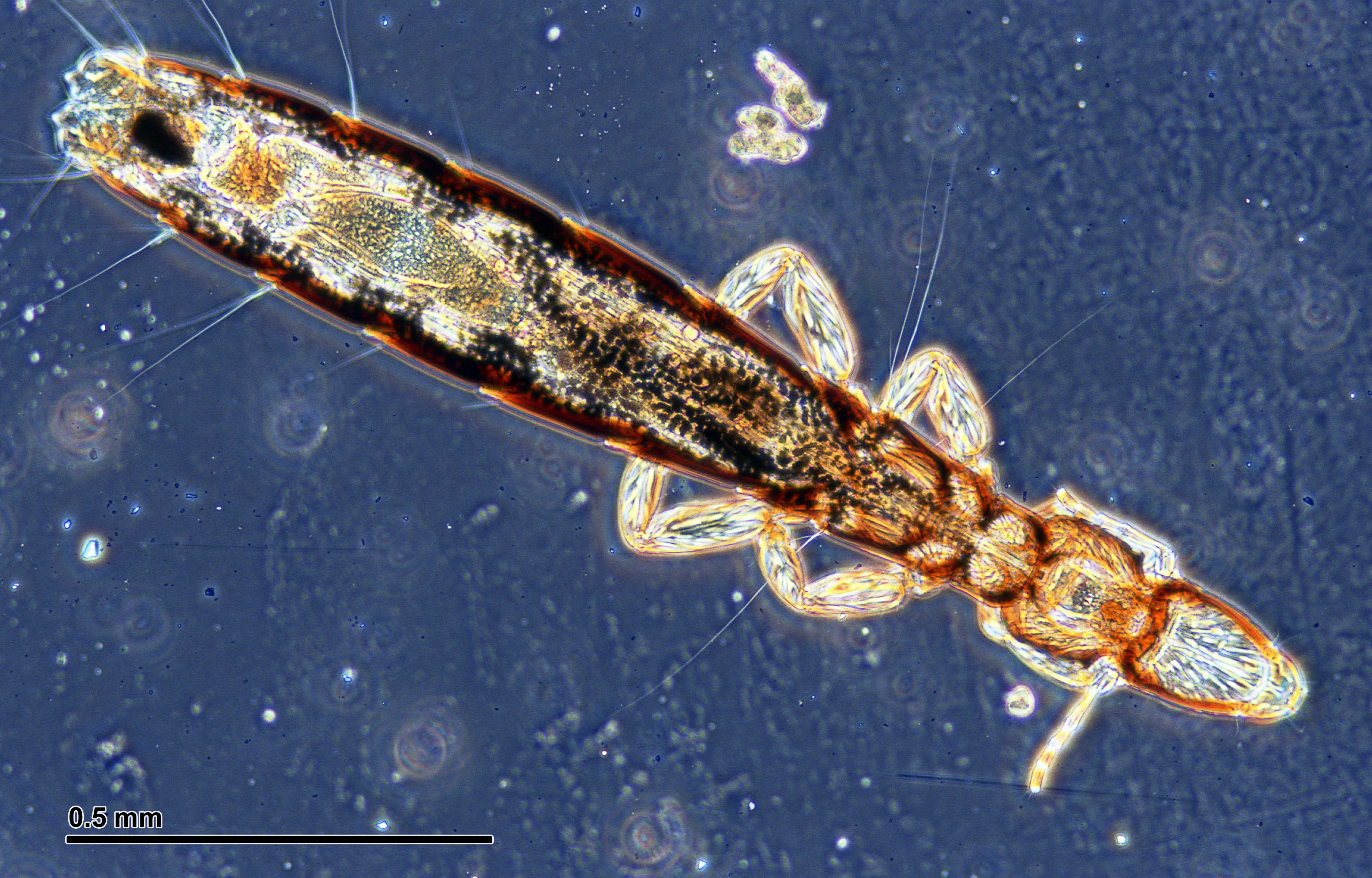
Piolho de pombo (Columbicola columbae), um Mallophaga

Para a classificação científica desses animais, comumente são utilizadas as características morfológicas de estrutura de antenas, peças bucais e tarsos, além de dados moleculares.
Amblycera e Ischnocera  em literatura antiga estão classificadas como Mallophaga (3000 spp), mas desde Lyal (1985) há uma nova posição cladística, sendo considerado pela maioria dos taxonomistas como grupo parafilético. Os primeiros piolhos de Mallophaga foram estudados em aves e são encontrados em todas as ordens de aves e possuem em comum o fato de suas peças bucais serem adaptadas para mastigar, sendo então designados “mastigadores”. No Brasil, cerca de 90 espécies de mamíferos hospedam piolhos mastigadores, especialmente roedores e carnívoros.
Algumas Famílias em Amblycera:A subordem Amblycera contém seis famílias, das quais a Menoponidae, Boopidae, Gyropidae e Trimenoponidae apresentam relevância em Medicina Veterinária.
Em Menoponidae há os Menacanthus pode causar anemia grave e é o piolho mais patogênico de frangos domésticos adultos e de aves em cativeiro, em especial canários. Menopon é encontrado principalmente em frangos domésticos, mas pode se espalhar para outras aves domésticas contactantes, como perus e patos. Holomenopon, Ciconiphilus e Trinoton são encontrados em patos; Amyrsidea e Mecanthus são encontrados em aves de caça.
Membros da família Boopidae parasitam marsupiais. Heterodoxus pode ser de importância em cães e outros Canidae. O ancestral do piolho do cão, Heterodoxus spiniger, presumivelmente colonizou dingos após seu transporte para a Austrália pelos primeiros humanos. Do dingo, o piolho foi transferido para os cães domésticos e daí os piolhos se espalharam para outras partes do mundo.
Gyropus e Gliricola da família Gyropidae podem ser importantes em porquinhos-da-índia; Aotiella é encontrado em primatas. Espécies dessa família podem ser distinguidos de outras famílias de piolhos mastigadores em razão dos seus tarsos das pernas médias e posteriores, que apresentam uma ou nenhuma garra. Membros da família Trimenoponidae também são encontrados em porquinhos-da-índia.
Algumas Famílias em Ischnocera: A subordem Ischnocera inclui cinco famílias, sendo que três delas apresentam maior importância veterinária: Philopteridae em aves domésticas e mamíferos, e Trichodectidae e Bovicoliidae em mamíferos.
A família Philopteridae contém os gêneros Cuclotogaster, Lipeurus, Goniodes, Goniocotes e Columbicola, espécies que são parasitas importantes de aves domésticas. Outras espécies de menor importância pertencem aos gêneros Anaticola, Acidoproctus, Anatoecus e Ornithobius, que são encontrados em patos, gansos e outras aves aquáticas; Lagopoecus, que é encontrado em aves de caça; Struthiolipeurus, encontrado em avestruzes; Tricholipeurus, encontrado em veados; e Trichophilopterus, encontrado em primatas. Os Philopteridae apresentam antenas com cinco segmentos e tarso com um par de garras.
A família Trichodectidae contém os gêneros Felicola, a única espécie de piolho encontrada em gatos; Trichodectes, encontrado em cães e primatas, e Eutrichophilus e Cebidicola, encontrados em primatas. A família Bovicolidae contém o gênero Bovicola (antes chamado Damalinia), encontrado em bovinos, ovinos, equinos e veados. Werneckiella, algumas vezes descrito como um gênero, mas aqui descrito como um subgênero de Bovicola, contém a espécie Bovicola (Werneckiella) ocellatus, encontrado em jumentos.
Rhyncophthirina: compreende apenas duas espécies de piolhos muito pequenos encontrados na África parasitando elefantes e porcos selvagens. Possui mandíbulas na extremidade de um focinho longo semelhante a uma probóscide e também são considerados mastigadores.
Anoplura (500 spp): por possuírem aparelho bucal do tipo perfurante, sugando o sangue do qual se alimenta, são denominados piolhos “sugadores”, parasitas exclusivos de mamíferos. Os mais conhecidos e estudados são os P. humanus spp., que habitam o corpo humano. No Brasil são conhecidas sete famílias, com dez gêneros e 36 espécies dessa ordem.
A origem de Pediculus humanus spp., compostos de duas linhagens antigas antecede o Homo sapiens moderno em uma ordem de grandeza (cerca de 1,18 milhões de anos). Estudos como este tentam inferir partes da história evolutiva humana a partir da história evolutiva de seus parasitas, a especificidade do hospedeiro freqüentemente anda de mãos dadas com padrões coevolutivos de longo prazo entre hospedeiros e parasitas, tornando os piolhos de primata excelentes candidatos para inferir a história evolutiva do hospedeiro.
Algumas Famílias em Anoplura: A família Haematopinidae contém o gênero Haematopinus, com vinte e seis espécies descritas, que é um dos principais gêneros de importância veterinária, espécie que está entre os maiores piolhos de animais domésticos, com até 0,5 cm de comprimento, encontrados em bovinos, suínos e equinos.
Na família Linognathidae, na qual os membros  são distinguidos pela ausência de olhos e de pontos oculares, há dois gêneros de importância veterinária: Linognathus, em que há mais de 60 espécies, e Solenoptes. A maioria das espécies de Linognathus é encontrada em Artiodactyla, e alguns em carnívoros.  A diferenciação entre espécies, em geral, é baseada no hospedeiro e na localização no corpo. Não há placas paratergais no abdome. O segundo e terceiro pares de pernas são maiores que o primeiro par e terminam em garras robustas. Esses piolhos podem ser distinguidos daqueles do gênero Linognathus pela presença de espiráculos abdominais posicionados em tubérculos pouco esclerotizados, que se projetam levemente de cada segmento abdominal. Também, em contraste com as espécies de Linognathus, a placa esternal torácica é distinta.
A família Microthoraciidae contém quatro espécies do gênero Microthoracius, três das quais parasitam lhamas, e a quarta espécie parasita camelos. Possuem cabeça longa com formato de fuso, com segmentos clipeais muito mais curtos que os segmentos antena-oculares. Os olhos são evidentes e as antenas, em geral, apresentam cinco segmentos. As pernas têm formato e tamanho similares, com garras pontiagudas e uma cerda apical espessa.
Na família Polyplacidae, encontramos os piolhos do gênero Polyplax, que infestam roedores e podem causar problemas em colônias de laboratório e do gênero Haemodipsus, encontrado em coelhos e lebres, e pode estar envolvido na transmissão de tularemia em lagomorfos selvagens. Os Polyplax possuem uma placa esternal distinta na superfície ventral do tórax e o primeiro estágio ninfal é encontrado em todo o corpo do hospedeiro, enquanto os estágios mais maduros são encontrados predominantemente na parte anterior do corpo. O ciclo total se completa em, aproximadamente, 2 semanas.
A maioria das espécies de mamíferos e aves está infestada por pelo menos 1, chegando até 6 espécies de piolhos. A opinião atual é que os piolhos evoluíram a partir de Psocoptera de vida livre. Transferências de piolhos entre mamíferos e aves ocorreram algumas ocasiões durante a evolução dos piolhos; 2 dos 4 principais grupos de piolhos, o Ischnocera e o Amblycera, contêm famílias que infestam pássaros e famílias que infestam mamíferos. Pensava-se que predominava a coevolução estrita entre os piolhos,no entanto, estudos detalhados indicam que isso não é o que ocorre.
|  | Liposcelidae |
|  |              |

|  | \| \| Anoplura \| \| \| \| \| \| Rhyncophthirina \| \| \| \| |
|  |                                                              |
|  | Ischnocera                                                   |
|  |                                                              |
|  | Anoplura                                                     |
|  |                                                              |
|  | Rhyncophthirina                                              |
|  |                                                              |

|  | Anoplura        |
|  |                 |
|  | Rhyncophthirina |
|  |                 |

|  | \| \| Anoplura \| \| \| \| \| \| Rhyncophthirina \| \| \| \| |
|  |                                                              |
|  | Ischnocera                                                   |
|  |                                                              |
|  | Anoplura                                                     |
|  |                                                              |
|  | Rhyncophthirina                                              |
|  |                                                              |

|  | Anoplura        |
|  |                 |
|  | Rhyncophthirina |
|  |                 |

## Métodos de Coleta e Fixação
Raramente são encontrados fora do corpo hospedeiro, sendo que mais de uma espécie de piolho frequentemente pode ocorrer em diferentes partes do mesmo animal, portanto para coletá-los é preciso examinar todas as partes do corpo. O melhor método para localizar os piolhos é examinar cuidadosamente o hospedeiro com uma pinça ou um pente fino.Os piolhos de cada indivíduo analisado devem ser separados em vidros e conservados em álcool (70 a 75%), acompanhados de dados de coleta que devem incluir a espécie do hospedeiro, a data, a localidade e o nome do coletor.

## Registros Fósseis

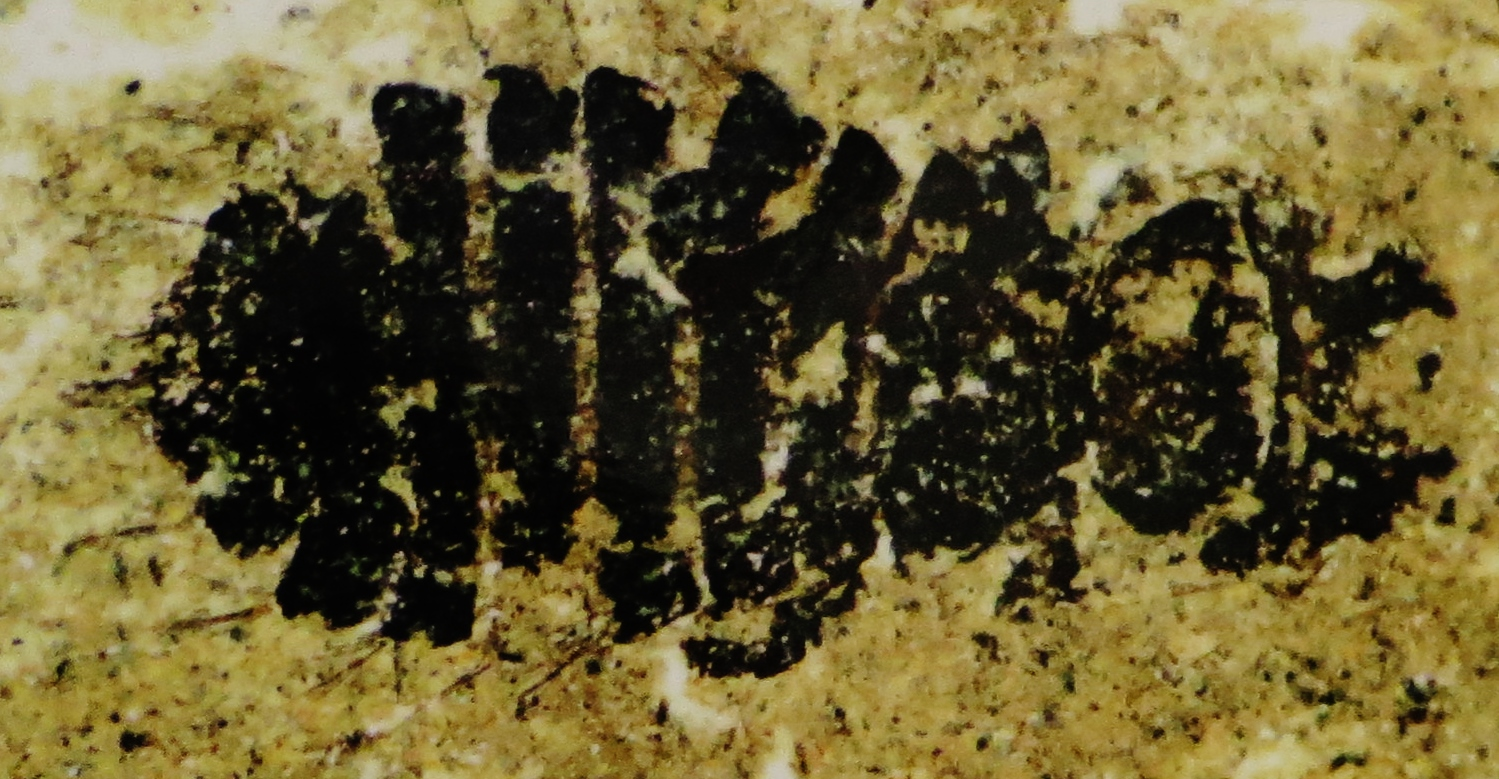
Exoesqueleto completo de Megamenopon rasnitsyni.

A ordem Phthiraptera foi uma das últimas ordens de insetos a ter um registro fóssil confirmado. Até o ano de 1999, havia apenas o registro de ovos de anoplura em pelos de mamífero preservados em âmbar. Em 2004, foi descrito um provável fóssil de um piolho de ave aquática datado com 44 milhões de anos. Este fóssil mostra que, assim como outros parasitas, a ordem provavelmente apresenta coevolução com seus hospedeiros desde sua origem.